# Turnelssattel
Turnelssattel är ett bergspass i Schweiz. Det ligger i distriktet Obersimmental-Saanen och kantonen Bern, i den sydvästra delen av landet, 60 km söder om huvudstaden Bern. Toppen på Turnelssattel är 2 085 meter över havet.